# Washington Zeballos Gámez
Washington Zeballos Gámez (Carumas, 22 de diciembre de 1954) es un economista y político peruano. Fue congresista de la república por Moquegua durante el periodo parlamentario 2006-2011.

## Biografía
Nació en la localidad de Carumas, el 22 de diciembre de 1954. Es hermano del histórico Horacio Zeballos Gámez, dirigente y fundador del Sindicato Único de Trabajadores de la Educación del Perú (SUTEP).
Cursó sus estudios primarios y secundarios en su localidad natal. Entre 1972 y 1978 cursó estudios superiores de economía en la Universidad Nacional de San Agustín en Arequipa. Asimismo, entre 1987 y 1989 cursó una maestría en planificación urbana y regional en la Universidad de Pittsburgh.

## Carrera política
Su primera participación política se dio en las elecciones regionales del año 2002 en las que postuló por el movimiento "Tacna Heróica" a la presidencia del Gobierno Regional de Tacna sin obtener la elección.

### Congresista de la República
En las elecciones generales del 2006 postuló al Congreso de la República representando a Moquegua por el partido Unión por el Perú obteniendo la elección.
Durante su gestión como congresista participó en la formulación de 231 proyectos de ley de los que 50 fueron aprobados como leyes de la república.
Culminando su gestión, intentó la reelección en las elecciones del 2011 por la Alianza Perú Posible sin éxito.